# Ruiseñora
Ruiseñora es el tercer álbum como solista de Andrea Echeverri, vocalista del grupo colombiano Aterciopelados. Andrea ha definido el género del disco como "rock semilla" debido al tipo de instrumentos que usó para las percusiones. Con este disco, Echeverri se centra en el tema Feminista; "Es importante seguir hablando de feminismo en el siglo XXI, porque el machismo existe, aplasta, viola, mata y pega diariamente", comenta la cantante sobre su motivación en este proyecto.

## Composición
Calificado como "rocka de altiplano", en alusión al rock femenino y de las zonas andinas de Colombia, la artista mezcla en el álbum distintos toques de folk, gospel, blues y música ranchera, que ha compuesto a lo largo de la grabación "encerrada" en su estudio. Entre los instrumentos que suenan en las canciones están: melódica, armónica, runcuyo, pitos, flautas y ocarinas, en tonalidades insólitas que nos transportan en un viaje con aires ancestrales, la batería es remplazada por un diseño percutivo que acaricia panderetas, guacharacas, cajón, chéqueres y maracas

## Lanzamiento
El trabajo discográfico Ruiseñora se publicó el 5 de diciembre de 2012 El disco incluye además del CD, una cerámica, una calcomanía y una libreta de notas con fotos de Andrea Echeverri Árias. El álbum que alcanzó los primeros lugares en los listados especializados como iTunes (Posición #1 en los listados Rock & Alternative) y Canal Viva Colombia (Posición #1 durante más de 14 semanas en el Top 100 con sus canciones "Ruiseñora" (12 semanas) y "Métetelo".

### Sencillos
- "Florence" primer sencillo del álbum, está dedicado a la psicóloga, activista y feminista francesa Florence Thomas y se inspira en la obra Conversaciones con violetas. En este tema Andrea pone a flor de piel su posición frente al machismo y su amor al feminismo además cuenta con la colaboración de diversas artistas unidas en un solo sentir, el video fue dirigido por Claudia Parra y Carolina González.[5]
- "Ruiseñora" es un homenaje a la típica mujer campesina colombiana, en su videoclip, dirigido por Felipe Santana, se puede ver a Andrea Echeverri representando diversas facetas de la mujer de Colombia. La canción se mantuvo durante 12 semanas en la posición #1 de los listados especializados y alternativos.
- "Métetelo" es una crítica femenina al género del Reguetón y su lenguaje soez y machista, partiendo de su misma lírica y base musical, en donde se cuestionan los estereotipos de belleza y musicales actuales, pretendiendo recordar el valor de la mujer y su identidad. En su videoclip cuenta con la participación del músico Colombiano Pernett, quien hace un remix; el video dirigido por Claudia Parra y Carolina González en colaboración con Juan Andrés Moreno y Evelyn Barona fue rodado en las ciudades de Cajicá y Cali.[6]

## Lista de canciones
| N.º | Título                   | Escritor(es)     | Duración |  |
| 1.  | «Florence»               | Andrea Echeverri | 3:50     |  |
| 2.  | «El Fusil y La Corbata»  | Andrea Echeverri | 4:03     |  |
| 3.  | «Pirata»                 | Andrea Echeverri | 3:05     |  |
| 4.  | «Ruiseñora»              | Andrea Echeverri | 3:42     |  |
| 5.  | «Tregua»                 | Andrea Echeverri | 4:37     |  |
| 6.  | «Bacanos»                | Andrea Echeverri | 3:09     |  |
| 7.  | «Amparo»                 | Andrea Echeverri | 4:36     |  |
| 8.  | «A Palo Seco No»         | Andrea Echeverri | 3:36     |  |
| 9.  | «Hermana»                | Andrea Echeverri | 2:48     |  |
| 10. | «Cuando Yo Sea Chiquita» | Andrea Echeverri | 3:55     |  |
| 11. | «Cuidado Pelao»          | Andrea Echeverri | 3:56     |  |
| 12. | «Métetelo»               | Andrea Echeverri | 3:27     |  |
| 13. | «Florence Conexión»      | Andrea Echeverri | 3:34     |  |

## Posiciones en la lista
| Listas (2012)                                         | Posición |
| ----------------------------------------------------- | -------- |
| "Ruiseñora" Colombia (Top 100 "canal viva colombia")  | 1        |
| "Métetelo" Colombia (Top 100 "canal viva colombia")   | 4        |
| "Ruiseñora" USA (Top 100 "iTunes Rock & Alternative") | 1        |